# Hohenkrähen (Naturschutzgebiet)
Das Gebiet Hohenkrähen ist ein mit Verordnung vom 24. Juni 1983 ausgewiesenes Naturschutzgebiet (NSG-Nummer 3.127) im baden-württembergischen Landkreis Konstanz in Deutschland.

## Lage
Das rund 12,4 Hektar große Naturschutzgebiet Hohenkrähen gehört naturräumlich zum Hegau. Es liegt auf der Gemarkung Duchtlingen, etwa 4,7 Kilometer nordöstlich der Ortsmitte Hilzingens, auf einer Höhe von bis zu 644 m ü. NHN.

## Schutzzweck
Wesentlicher Schutzzweck ist „die Erhaltung des Hohenkrähen als einzigartiges erdgeschichtliches Dokument, das in seiner Eigenart und Schönheit von besonderer Bedeutung für die Vulkanlandschaft des Hegau sowie Lebensraum für eine Vielzahl seltener und vom Aussterben bedrohter Pflanzenarten und Pflanzengesellschaften ist.“

## Flora und Fauna

### Flora
Folgende, seltene und teils vom Aussterben bedrohte Pflanzenarten (Auswahl) sind im Naturschutzgebiet beschrieben:
Berg-Lauch, Berg-Ulme, Blasses Knabenkraut, Blauer Lattich, Bleicher Schöterich, Echter Seidelbast, Finger-Lerchensporn, Finger-Zahnwurz, Gewöhnliche Felsenbirne, Gewöhnliche Zwergmispel, Graues Fingerkraut, Hohes Fingerkraut, Holz-Apfel, Leberblümchen, Nestwurz, Römische Kamille, Schwarze Johannisbeere, Stattliches Knabenkraut, Straußblütige Wucherblume, Türkenbund, Wald-Geißbart, Wermutkraut, Wild-Birne und Zwerg-Schneckenklee.

## Zusammenhang mit anderen Schutzgebieten
Mit dem Naturschutzgebiet „Hohenkrähen“ sind das Landschaftsschutzgebiet „Hegau“ (3.35.004), das FFH-Gebiet „Westlicher Hegau“ (DE-8218-341) sowie das Vogelschutzgebiet „Hohentwiel/Hohenkrähen“ (DE-8218-401) als zusammenhängende Schutzgebiete ausgewiesen.